# سلم صور
سلم صور ( بالآرامية : Sûlama de Ṣôr )، (باليونانية: Ἡ κλίμαξ Τύρου) هو معلم جغرافي يتميز بسلسلة جبلية ساحلية، تبلغ أعلى نقطة فيها 18.5 كيلومتر (11.5 ميل) شمال عكا، يمتد إلى ما وراء مدينة صور في جنوب لبنان. على طول ساحل البحر الأبيض المتوسط، يحيط سلم صور بمساحة يبلغ عرضها حوالي خمسة أميال في أقصى عرض له، ويتميز برؤوس تبرز غربًا في البحر من التلال التي تمتد بالتوازي مع الخط العام للساحل. ترتفع هذه الرؤوس أكثر من ميل واحد في البحر، وترتفع بشكل حاد على ارتفاع متوسط يبلغ 250 قدم (76 م) فوق مستوى سطح البحر. ذُكر سلم صور في التلمود البابلي، وفي التلمود اليروشلمي، وفي كتاب المكابيين الأول (11:59)، وفي كتابات يوسيفوس.

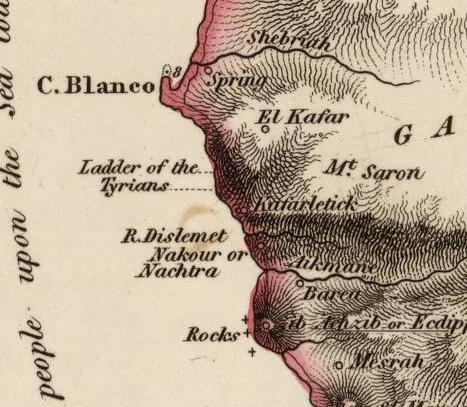
سلم صور، كما هو موضح في خريطة آرون أرومسميث عام 1815، رسم تخطيطي للبلدان الواقعة بين القدس وحلب

بحسب التلمود البابلي، كانت مياه المنطقة معروفة سابقًا بالرخويات البحرية (المريق)، التي تصتاد لصبغتها الزرقاء. مؤرخ القرن الأول يوسيفوس يضعه على 100 ستاديون (حوالي 11½ ميل؛ 18½ كم) من شمال عكا إلى أعلى نقطة (كتلة صخرية) في الرعن المعروف باسم سلم صور. ويرتبط هذا المكان المرتفع الآن براس الناقورة، والتي تميز الممر الجنوبي إلى فينيقيا، والتي تشكل الحدود مع فلسطين. ووفقاً ليوسيفوس، كان هناك مكان قريب معروف أيضاً برماله البلورية الناعمة المستخدمة في صناعة الزجاج.
اعتقد أدولف نويباور [الإنجليزية] وهنري بيكر تريسترامأن سلم صور يقع على بعد حوالي 9.6 كيلومتر (6.0 ميل) شمال رأس الناقورة وتنتمي إلى نفس السلسلة الجبلية. وبحسب الجغرافي التاريخي جوزيف شوارتز [العبرية]، حيث تنتهي سلسلة جبل أمانة عند المنحدرات الصخرية لرأس الناقورة، "فعلى هذه الصخرة مصعد ضيق، على شكل درجات إلى حد ما، يمكن من خلاله الوصول إلى قمته؛ ومن هنا سمي باسم سلم صور." وكان لكلود رينييه كوندر نفس الرأي، وهو أن نتوء الناقورة هو نفس سلم صور القديم. ويضع الجغرافي التاريخي إسحاق جولدهور سلم صور على مسافة 3 أميال توراتية من الزيب.

## معرض الصور

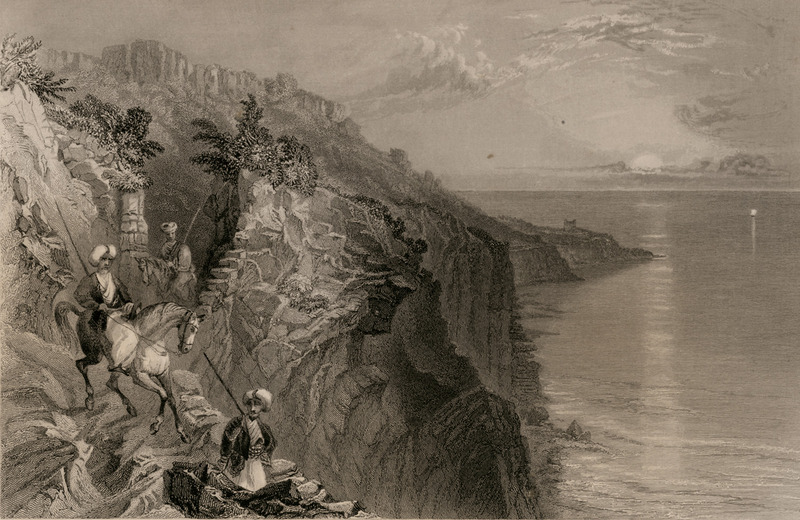
1836
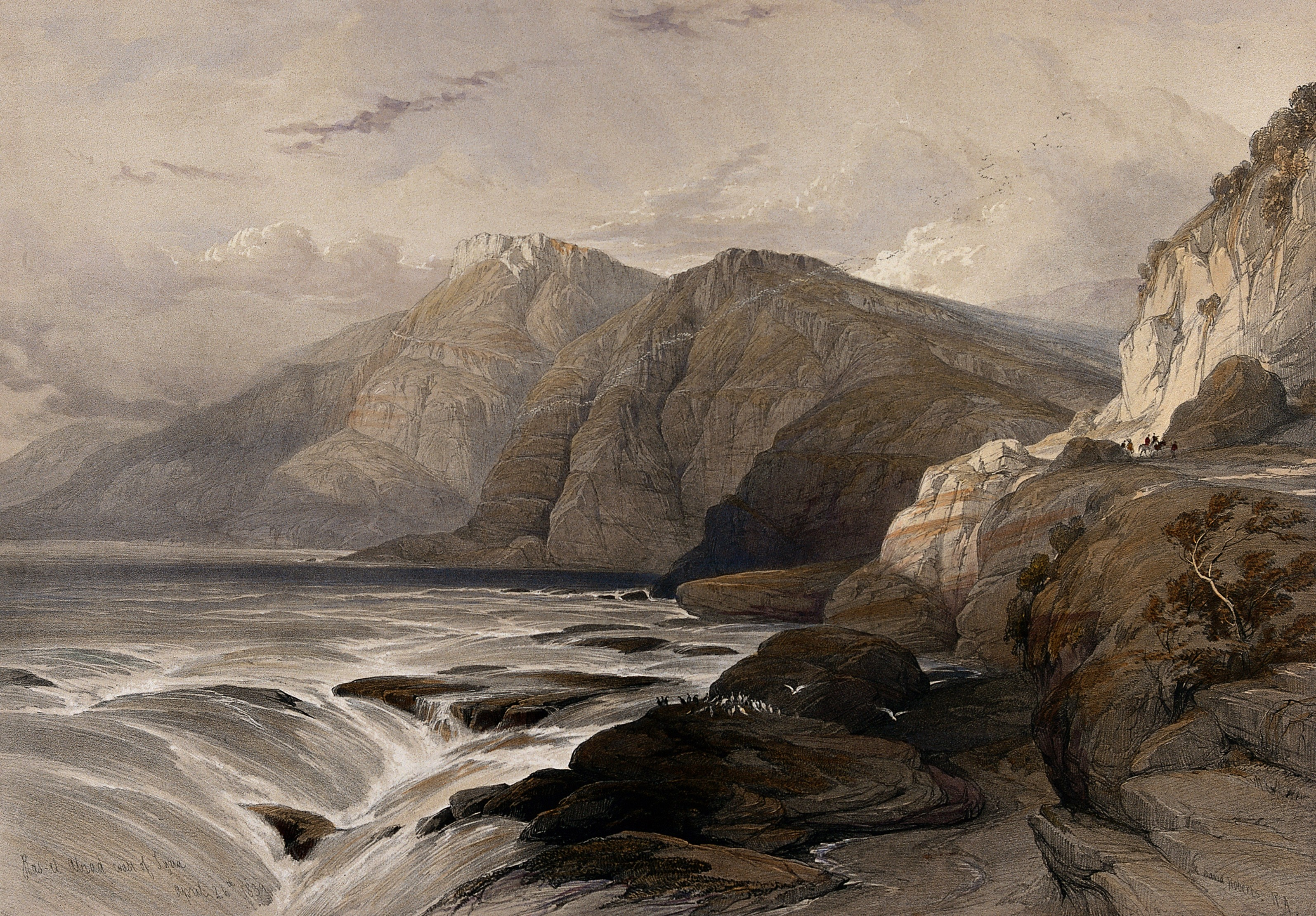
1839
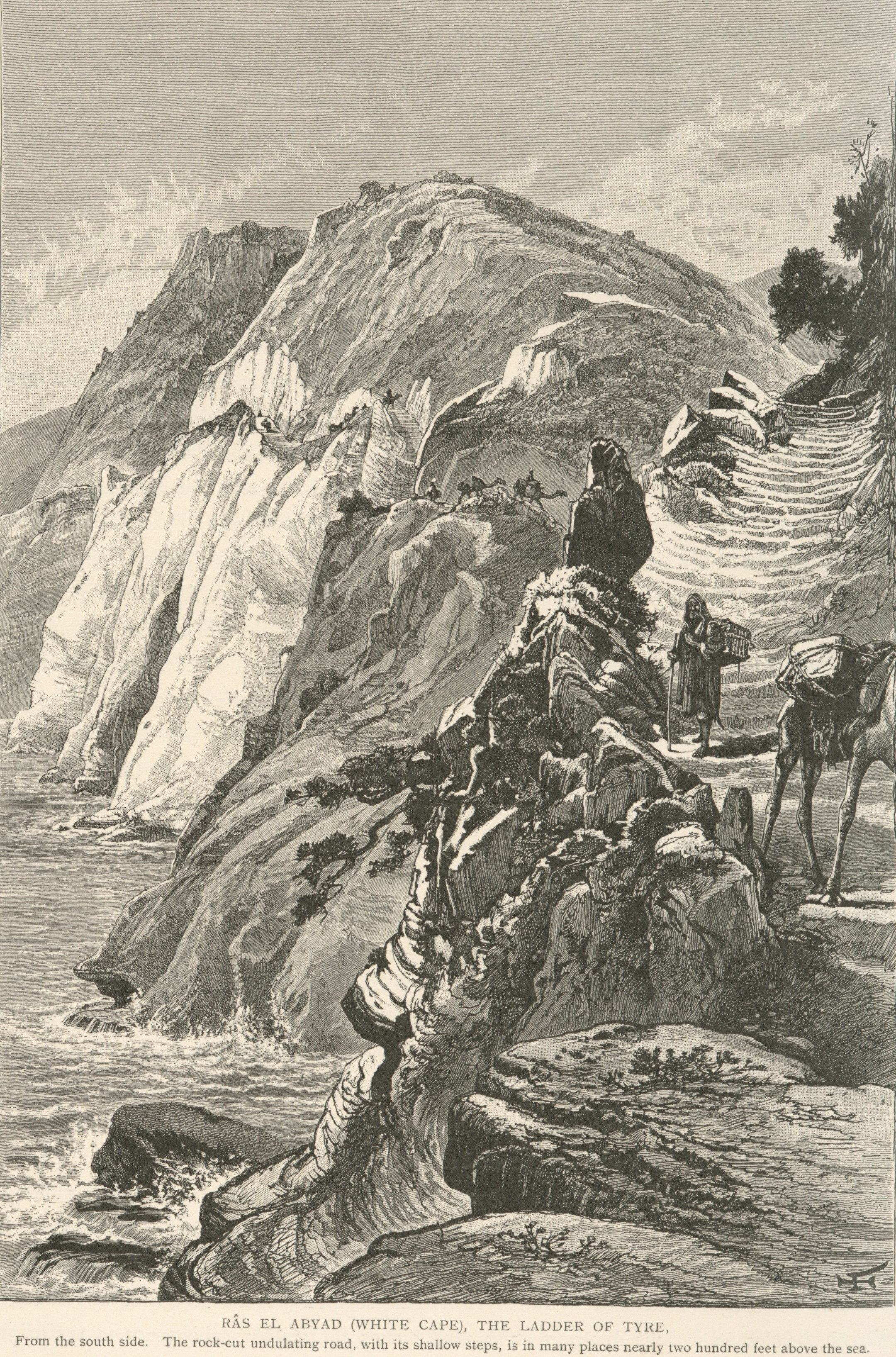
1881
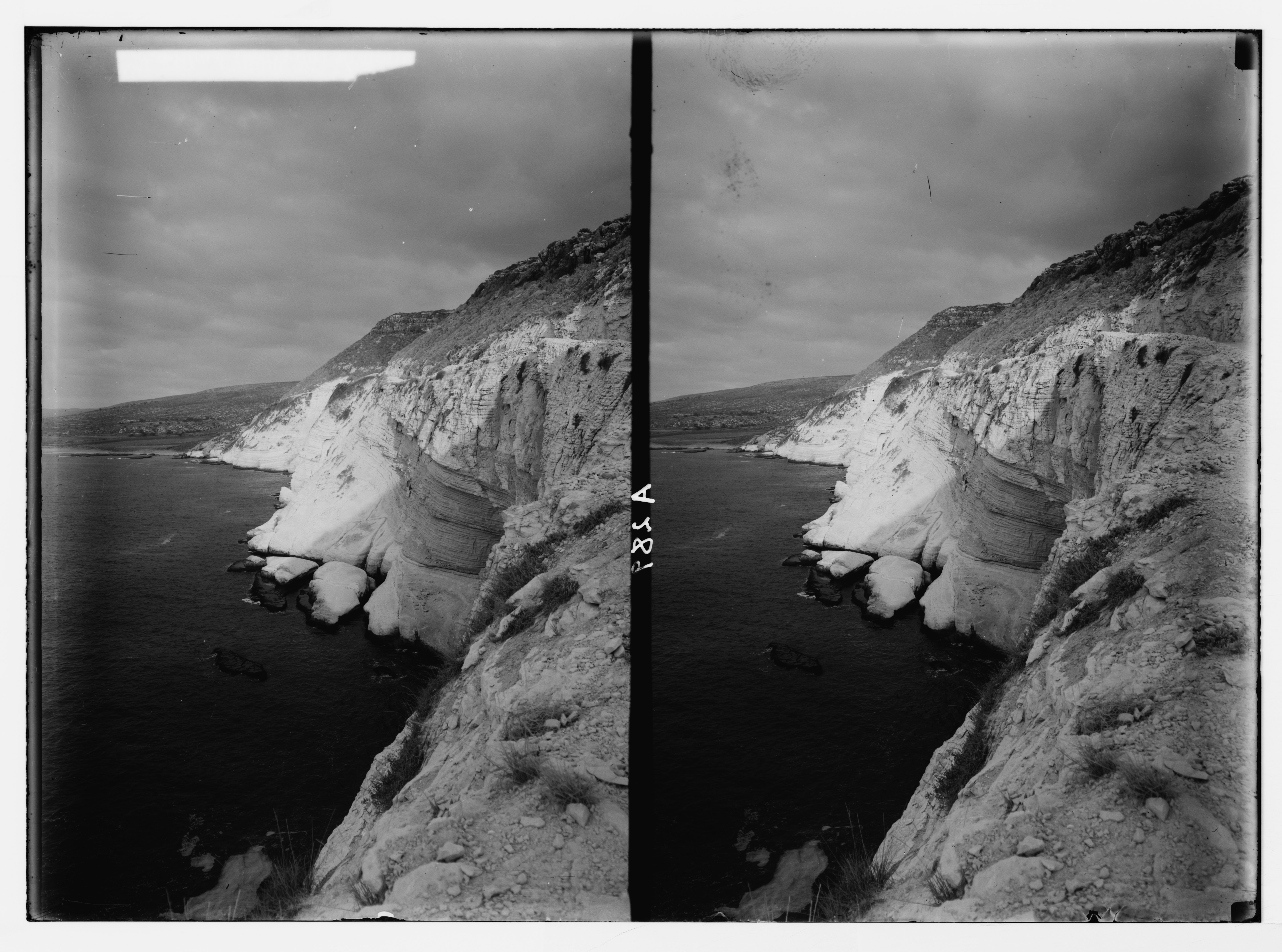
1900
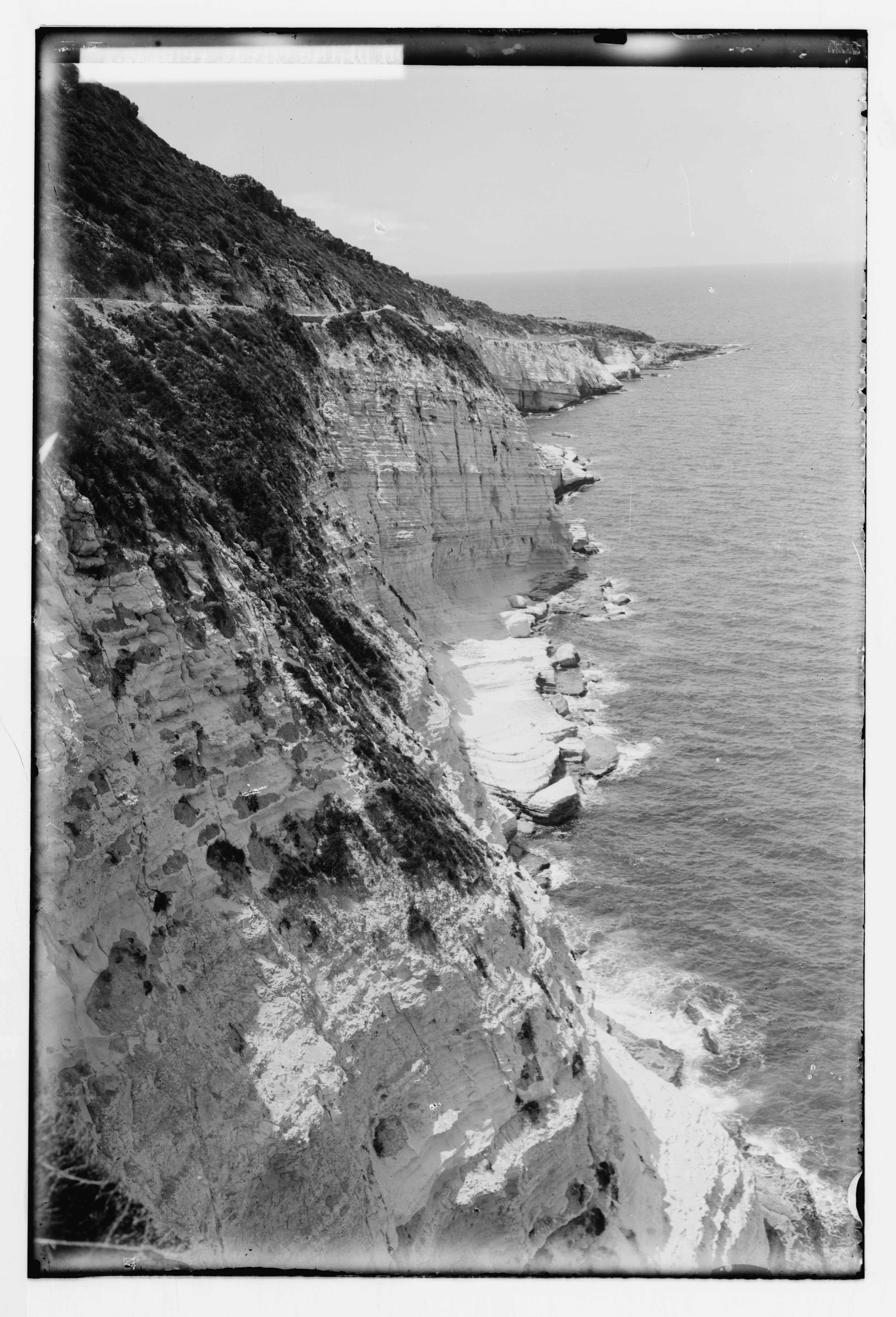
1900
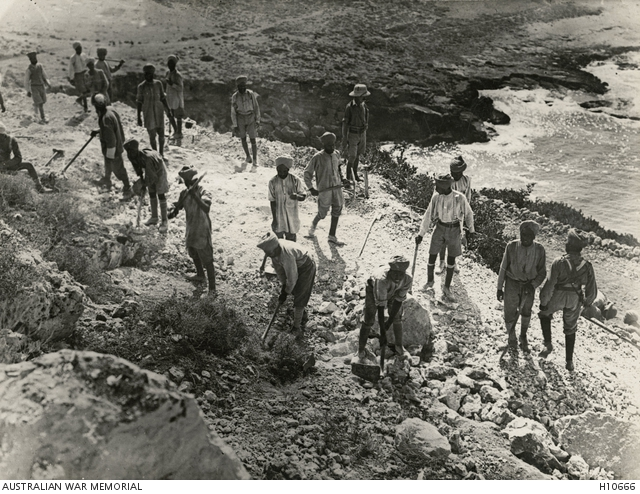
1918
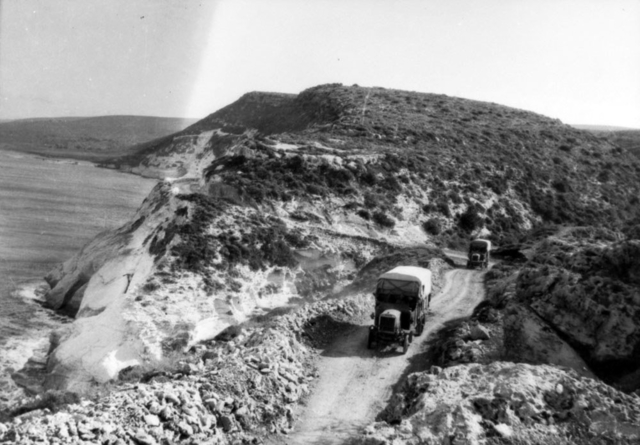
1918
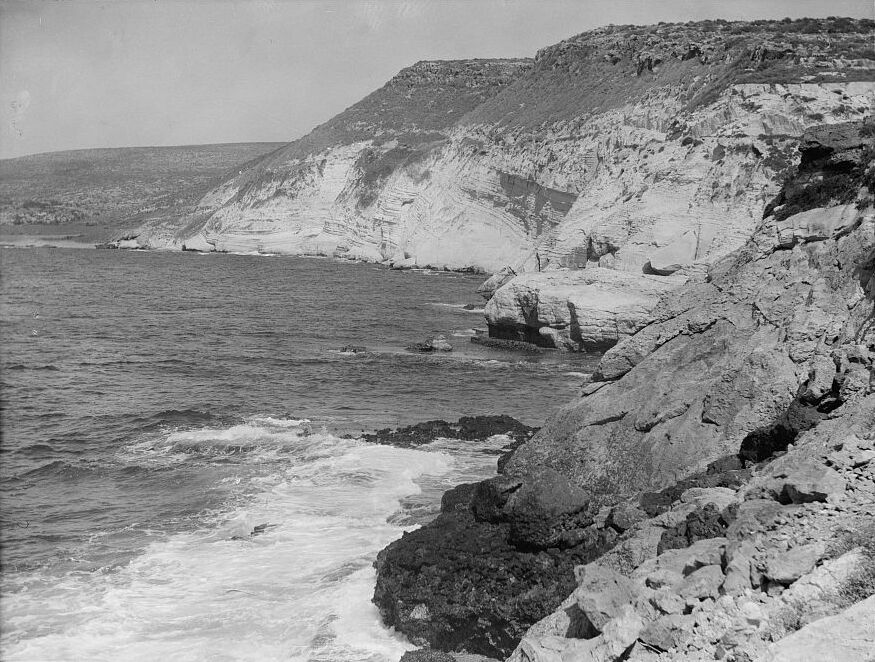
1920
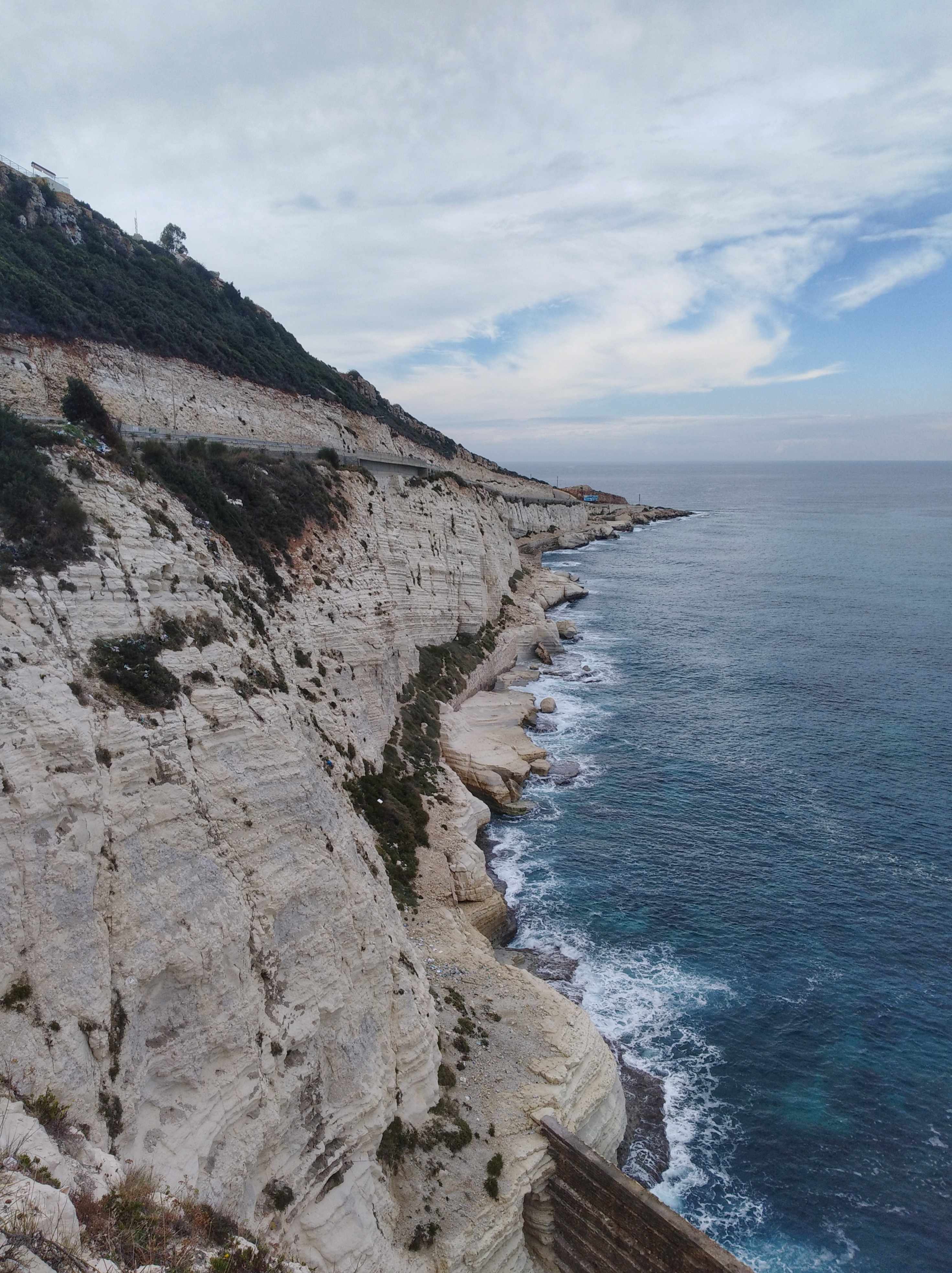
2024

## فهرس
- Conder, C.R. (1878). Tent Work in Palestine. A Record of Discovery and Adventure (بالإنجليزية). London: Richard Bentley & Son (published for the Committee of the PEF). Vol. 1. OCLC:23589738.
- Conder، C.R.؛ Kitchener، H.H. (1881). The Survey of Western Palestine: Memoirs of the Topography, Orography, Hydrography, and Archaeology. London: Committee of the Palestine Exploration Fund. ج. 1.
- Goldhor، Isaac [بالعبرية] (1913). Adamat Kodesh, being the Land of Israel (بالعبرية). Jerusalem: Yiddish Literature. ج. 2. OCLC:233044063. مؤرشف من الأصل في 2023-01-03.
- Guérin, V. (1880). Description Géographique Historique et Archéologique de la Palestine (بالفرنسية). Paris: L'Imprimerie Nationale. Vol. 3: Galilee, pt. 2.
- Jensen، Lloyd B. (1963). "Royal Purple of Tyre". Journal of Near Eastern Studies. Chicago: دار نشر جامعة شيكاغو. ج. 22 ع. 2: 104–118. DOI:10.1086/371717. JSTOR:543305. S2CID:161424526.
- Josephus. De Bello Judaico (Wars of the Jews). Perseus Books Group. مؤرشف من الأصل في 2023-04-01.
- Kitto, J. (1865). A Cyclopedia of Biblical Literature (بالإنجليزية). Philadelphia: J.B. Lippincott and Co. Vol. 2 (3rd edition).
- Neubauer, A. (1868). La géographie du Talmud : mémoire couronné par l'Académie des inscriptions et belles-lettres (بالفرنسية). Paris: Lévy. OCLC:474727878.
- Rodgers, Zuleika; Daly-Denton, Margaret; Fitzpatrick-McKinley, Anne, eds. (2009). A Wandering Galilean: Essays in Honour of Seán Freyne (بالإنجليزية). Leiden: Brill. ISBN:9789004173552. OCLC:297406369.
- Safrai, S.; Flusser, D. (1976). The Jewish People in the First Century (Historical Geography, Political History) (بالإنجليزية). Amsterdam: Van Gorcum, Assen. Vol. 2.(ردمك 90-232-1436-6)
- Schwarz, Joseph [بالعبرية] (1969). A Descriptive Geography and Brief Historical Sketch of Palestine (بالإنجليزية). Translated by Isaac Leeser. New York: Hermon Press. OCLC:255586852. (reprinted A. Hart: Philadelphia 1850)
- Tristram، H.B. (1865). Land of Israel, A Journal of travel in Palestine, undertaken with special reference to its physical character. London: Society for Promoting Christian Knowledge.

## روابط خارجية
- سلم صور، مكتبة الكونغرس
- مسح غرب فلسطين، الخريطة 3: IAA ، ويكيميديا كومنز